# Шигејоши Мочизуки
Шигејоши Мочизуки (јап. 望月 重良; 9. јул 1973) бивши је јапански фудбалер.

## Каријера
Током каријере је играо за Нагоја Грампус, Висел Кобе и многе друге клубове.

## Репрезентација
За репрезентацију Јапана дебитовао је 1997. године. За тај тим је одиграо 15 утакмица и постигао 1 гол.

## Статистика
| Јапан  | Јапан   | Јапан  |
| Година | Наступи | Голови |
| ------ | ------- | ------ |
| 1997.  | 2       | 0      |
| 1998.  | 1       | 0      |
| 1999.  | 2       | 0      |
| 2000.  | 9       | 1      |
| 2001.  | 1       | 0      |
| Укупно | 15      | 1      |